# 야치요미도리가오카역
야치요미도리가오카역(일본어: 八千代緑が丘駅, やちよみどりがおかえき)은 일본 지바현 야치요시 미도리가오카 1초메에 있는 도요 고속철도 도요 고속선의 역이다. 역 번호는 TR06이다. 영화관 등 상업 시설이 역 인근에 확산되어 있다.

## 역 구조
섬식 승강장 2면 4선 고가역이다. 역사는 3층 건물이며 개찰구는 2층, 승강장은 3층에 설치되어 있다. 출구는 1층과 2층에 있다. 역사의 1층, 2층 부분에는 음식점이 있다. 승강장은 유리벽으로 덮여있어 지붕은 곡선을 이용했다.
개찰구는 1개만 있어 자동개찰기 외 유인통로가 있다. 개찰구는 PASMO도입에 의하여 대응기로 교환되었다.
개찰구 내 시설로는, 개찰구와 가까운 곳에 매점이 있고, 니시후나바시 방면 승강장 아랫쪽에 화장실이 있다. 계단은 니시후나바시 측면과 도요 가쓰타다이 방면의 양측에 있지만, 각 승강장 모두 니시후나바시 측면에만 에스컬레이터가 설치되어 있다. 엘리베이터는 없다. 또한, 승강장 4·5호차의 정차위치에는 기존의 기둥을 둘러싸는 형태로 대합실이 설치되어 있다.

### 승강장
| 1 | 도요 고속선 | 도요 가쓰타다이 방면                                                        |
| 2 | 도요 고속선 | 도요 가쓰타다이 방면 (주로 발차, 회송)                                      |
| 3 | 도요 고속선 | 니시후나바시 · 우라야스 · 오테마치 · 나카노 · 미타카 방면 (주로 회송, 대피) |
| 4 | 도요 고속선 | 니시후나바시 · 우라야스 · 오테마치 · 나카노 · 미타카 방면                   |

## 이용 현황
2006년도의 1일 평균 승차 인원 27,484명.

## 역 주변
- 공원도시 플라자
- 야치요 시립 미도리가오카 도서관
- 도요 고속철도 본사・미도리가오카 차량기지

## 역사
- 1996년 4월 27일: 영업 개시.
- 2007년 10월 10일: 대합실 설치.
- 2011년 2월 11일: 엘리베이터 설치.

## 사진

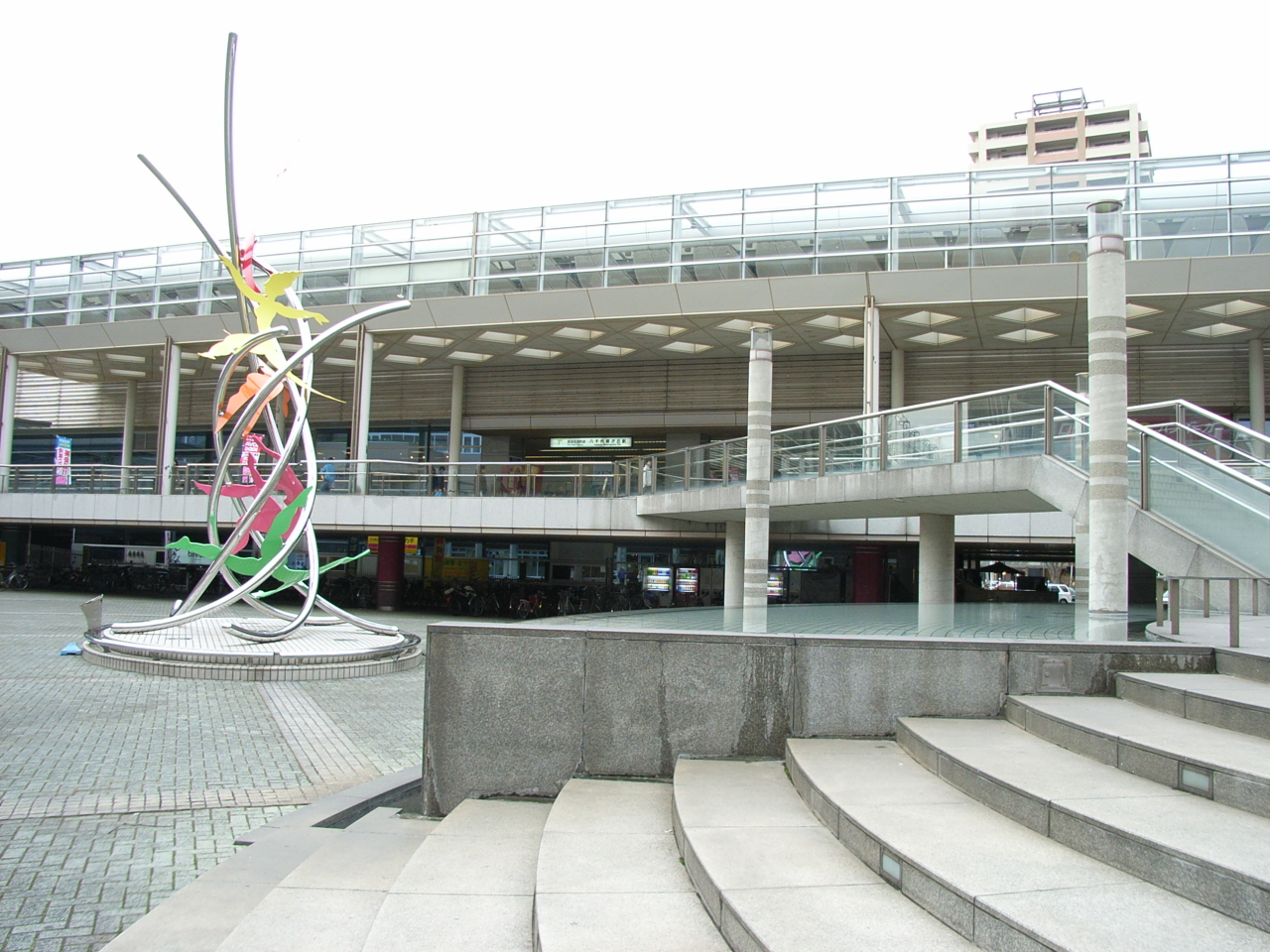
남쪽 출입구
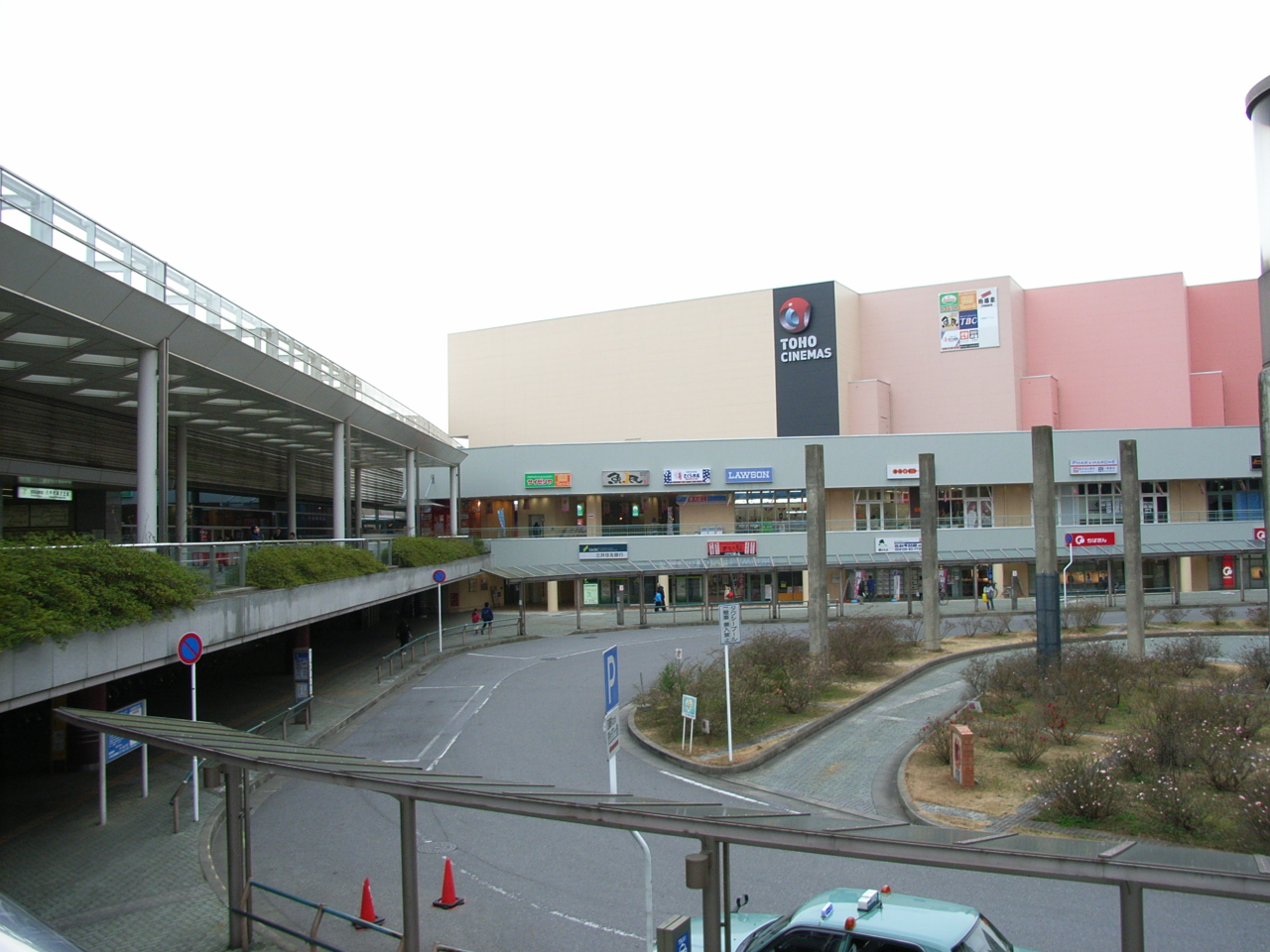
북쪽 출입구 광장

## 인접역
| 도요 고속철도 도요 고속선                   | 도요 고속철도 도요 고속선 | 도요 고속철도 도요 고속선            |
| ------------------------------------------- | ------------------------- | ------------------------------------ |
| TR05 후나바시니치다이마에 니시후나바시 방면 |                           | 야치요추오 TR07 도요 가쓰타다이 방면 |